# Bulgaarse staatsgreep 1944
De  Bulgaarse staatsgreep 1944, ook bekend als de 9 september-staatsgreep (Bulgaars: Деветосептемврийски преврат, Devetoseptemvriyski prevrat), was de gedwongen regeringswissel in het koninkrijk Bulgarije op 9 september 1944. In communistisch Bulgarije werd het de Volksopstand  van 9 september (Деветосептемврийско народно въстание) genoemd – op basis van de brede onrust, en Socialistische Revolutie (Социалистическа революция) – omdat het een politiek keerpunt was en het begin van de radicale hervormingen richting het socialisme.

## In het kort
Bulgarije verkeerde in een precaire situatie, nog steeds onder de invloed van Nazi-Duitsland (als voormalig lid van de Asmogendheden, met Duitse troepen in het land ondanks de Bulgaarse neutraliteit 15 dagen eerder), maar onder dreiging van oorlog met de leidende militaire macht van die tijd, de Sovjet-Unie. De USSR had vier dagen eerder de oorlog verklaard aan het koninkrijk Bulgarije en eenheden van het 3e Oekraïense Front van het Rode Leger rukten Bulgarije drie dagen later binnen. Met demonstraties, stakingen en opstanden in vele steden en dorpen (6 - 7 september) werd de macht van de lokale overheid ingenomen door troepen van het Vaderlands Front (VF) (zonder hulp van het Rode Leger) in steden als Varna, Boergas.
De staatsgreep werd georganiseerd door de politieke coalitie van het Vaderlands Front (geleid door de Bulgaarse Communistische Partij) en uitgevoerd door pro-VF-eenheden van het Bulgaarse leger en de Bulgaarse partizanen van het Volksbevrijdingsleger (Народоосвободителна въстаническа армия).
Als direct gevolg daarvan werd de wettelijke regering van Konstantin Muraviev omvergeworpen en vervangen door een regering van de VF onder leiding van Kimon Georgiev. Bulgarije sloot zich onmiddellijk aan bij de anti-nazi-coalitie van de Geallieerden en nam deel aan de Tweede Wereldoorlog. Het koninkrijk Bulgarije werd een republiek na het referendum van 1946. De staatsgreep bracht Bulgarije in de Sovjet-invloedssfeer en creëerde gedurende 45 jaar een communistische volksrepubliek.

## Achtergrond
Op 26 augustus 1944 had de regering van Ivan Bagryanov de neutraliteit van Bulgarije mondeling verklaard in de oorlog onder de dreiging van het offensief van het Rode Leger in het naburige Roemenië. Tegelijkertijd was de regering in Egypte afzonderlijke vredesbesprekingen aangegaan met het Verenigd Koninkrijk en de Verenigde Staten, in de hoop de uitzending van Britse en Amerikaanse troepen naar Bulgarije veilig te stellen. Op dezelfde dag riep het Centraal Comité van de Bulgaarse Arbeiderspartij (BWP) de machtsovername door middel van een volksopstand uit tot zijn officiële taak.
Een regering van de gematigde factie van de Bulgaarse Agrarische Nationale Unie (BANU), genoemd Vrabcha 1, en tot dan toe in oppositie, werd op 2 september 1944 gevormd onder leiding van Konstantin Muraviev. Het zette de vredesbesprekingen voort, sprak zijn steun uit voor democratische hervormingen en beval de terugtrekking van Wehrmacht troepen uit Bulgarije. Tegelijkertijd hielden de guerrilla acties van de partizanen niet op, werd het bondgenootschap met Nazi-Duitsland niet ontbonden en werden geen pogingen ondernomen om de relaties met Moskou te normaliseren, waardoor de Sovjet-Unie werd gedwongen de nieuwe regering met argwaan te behandelen. Op 5 september 1944 verklaarde de Sovjet-Unie Bulgarije de oorlog.
Het Centraal Comité van de BWP en de generale staf van het Volksbevrijdingsleger begonnen op 5 september met het plannen van een staatsgreep. Op 8 september werd het plan verder uitgewerkt. Volgens het plan zouden de gecoördineerde acties van de partizanen, de BWP-gevechtsgroepen en de pro-Vaderlands Front-legerafdelingen de macht en effectieve controle over de regering overnemen in de nacht van 9 september. Het verklaarde doel van de staatsgreep was de "omverwerping van de fascistische autoriteiten en de vestiging van de volksdemocratische macht van het Vaderlands Front".
Onrust begon overal in Bulgarije op 6 september en 7 september, met de stakingen van de mijnwerkers in Pernik en de trammedewerkers in Sofia, evenals algemene stakingen in Plovdiv en Gabrovo. De gevangenissen in Pleven, Varna en Sliven lieten hun politieke gevangenen vrij. Tussen 6 september en 8 september werden 170 plaatsen door de partizanen ingenomen. In veel steden en dorpen groeiden de stakingen en bijeenkomsten uit tot gewapende botsingen met de politie, met aan beide kanten slachtoffers. Op 8 september viel het Rode Leger Bulgarije binnen, zonder enige oppositie zoals bevolen door de nieuwe Bulgaarse regering.

## Staatsgreep
Aan de vooravond van 9 september veroverden legereenheden samen met detachementen van het VF belangrijke locaties in Sofia, zoals het Ministerie van Oorlog, het Ministerie van Binnenlandse Zaken, de Bulgaarse Post, de telegraaf, de Bulgaarse Nationale Radio, het Centraal Station van Sofia enz. Vroeg in de ochtend informeerde de nieuwe premier Kimon Georgiev de mensen op de radio over de verandering:
Met het volledige besef dat het een ware en volledige stem is van het volk, neemt het Vaderlands Front in dit noodlottige uur en onder deze moeilijke omstandigheden de regering van het land over om het te redden van vernietiging.
Op 9 september daalden, in opdracht de commandant van het Volksbevrijdingsleger, alle partizaneneenheden af van de bergen en namen de macht over in de dorpen en steden. Op de meeste plaatsen stuitte dit niet op veel weerstand, maar in andere gevallen boden leger- en politiedetachementen die loyaal waren aan de oude regering gewelddadig verzet tegen de troepen van het VF. In Sofia, Plovdiv, de regio Pernik, Sjoemen en Chaskovo werden de aanhangers van het oude regime met militaire middelen verslagen, waarbij het leger onder de effectieve controle van het Vaderlands Front kwam. De laatste oprichting van de nieuwe leiding gebeurde in Chaskovo, waar partizanen en andere antifascisten pas op 12 september de artilleriekazerne in beslag namen, maar zware verliezen leden, omdat de onderhandelingen met de bevelvoerende officieren geen compromis bereikten.
Op 9 september had het Rode Leger Sofia niet bereikt maar bleef in het noordoosten van Bulgarije. Omdat de Bulgaarse communisten zonder enige hulp de macht konden overnemen, besloten de bevelhebbers van het Rode Leger zich niet te haasten met een inname van de hoofdstad.

## Nieuwe regering
De regering van het Vaderlands Front bestond uit vertegenwoordigers van de BWP, BANU "Pladne", de Bulgaarse Sociaaldemocratische Arbeiderspartij en Zveno. De voormalige premier Konstantin Muraviev werd gearresteerd, evenals de regenten van tsaar Simeon II, leden van de voormalige regering en enkele legerleiders. Op 10 september werd de politie opgeheven en vervangen door een volksmilitie die voornamelijk bestond uit partizanen; 8.130 politieke gevangenen werden vrijgelaten uit de gevangenissen, en de concentratiekampen van het voormalige regime (bijv. Gonda voda, Krasto pole, Lebane) werden gesloten. De fascistische organisaties werden verboden, evenals hun publicaties. De voormalige regenten Cyril van Bulgarije, Bogdan Filov en Nikola Michov werden in februari geëxecuteerd. Op 15 september 1946 werd een referendum gehouden en werd de monarchie afgeschaft.

## Nasleep
Na deze 9e september 1944 werd het Bulgaarse leger onder bevel gesteld van het 3e Oekraïense Front en droeg bij aan de nederlaag van het nazisme in Europa, door te helpen bij het verdrijven van de Duitsers uit een groot deel van Joegoslavië en Hongarije. Het leger bereikte in april 1945 zelfs Klagenfurt in Oostenrijk. Hoewel Bulgarije niet werd erkend als een echt lid van de geallieerden, slaagde het er toch in om Zuidelijke Dobroedzja te behouden dat het in 1940 had verworven volgens het Verdrag van Craiova.
De regering van Kimon Georgiev richtte in december 1944 de Volksrechtbank op overeenkomstig de internationale verplichting van Bulgarije om de personen (ministers, enz.) die schuldig waren aan de Tweede Wereldoorlog te veroordelen. Het werd een van de belangrijkste aanjagers van de golf van terreur in het land. Tussen de 20.000 en 40.000 mensen werden gedood of vermist in de eerste vier maanden nadat het communistische regime Bulgarije had overgenomen.
Bulgaarse communisten (hun Arbeiderspartij omgedoopt tot Bulgaarse Communistische Partij) consolideerden hun leidende rol in de coalitie van het Vaderlands Front, brachten het aantal leden terug van 5 naar 2 politieke partijen (samen met de Agrarische Unie) en leidden het land achtereenvolgens en geleidelijk op de weg naar het socialisme (naar het Sovjetmodel). De voormalige oppositiepartijen werden illegaal verklaard en persoonlijke en politieke vijanden van de communisten werden ofwel vermoord of ondergebracht in werkkampen.
De Grondwet van Tarnovo werd overboord gegooid en vervangen door de nieuwe pro-communistische republikeinse Grondwet van Dimitrov na het succesvolle republiekreferendum in 1946.